# Barry Waddell
Barry Waddell, né le 20 octobre 1936 à Burwood et mort le 13 avril 2024, est un coureur cycliste australien. Professionnel de 1963 à 1970, il a été champion d'Australie sur route en 1964 et 1968 et remporté le Herald Sun Tour cinq fois consécutives de 1964 à 1968.

## Palmarès
- 1963
  - Six jours de Perth (avec Ian Campbell)
- 1964
  -  Champion d'Australie sur route
  - Herald Sun Tour
- 1965
  - Herald Sun Tour
  - Six jours de Launceston (avec Ian Campbell)
- 1966
  - Herald Sun Tour
- 1967
  - Herald Sun Tour
  - Six jours de Maryborough (avec Sid Patterson)
  - Six jours de Whyalla (avec Joe Ciavola)
- 1968
  -  Champion d'Australie sur route
  - Herald Sun Tour
- 1969
  - Six jours de Melbourne (avec Ian Stringer)

## Distinctions
- Sir Hubert Opperman Trophy en 1964 et 1966[2]